# Зеленська Олена Володимирівна
Оле́на Володи́мирівна Зеле́нська, до шлюбу Кияшко (нар. 6 лютого 1978, Кривий Ріг, Дніпропетровська область) — українська сценаристка, авторка студії «Квартал 95», перша леді України з 20 травня 2019 року (у шлюбі з Володимиром Зеленським). Входить до списку 100 найвпливовіших людей 2023 року за версією журналу Time.

## Життєпис
Олена Кияшко народилася 6 лютого 1978 року у Кривому Розі в родині Ольги Віталіївни та Володимира Тимофійовича Кияшків. Навчалася у місцевій гімназії № 95, що на Соцмісті. Вступила на будівельний факультет Криворізького національного університету, здобула архітектурний фах. Під час навчання почала спілкуватися з Володимиром Зеленським, студентом Криворізького економічного інституту.
Після восьмирічних стосунків 2003 року одружилася з Володимиром Зеленським. Народила двох дітей: Кирила й Олександру.
Сценаристка Студії «Квартал 95» з моменту її заснування (2003).
Олена Зеленська не була публічною особою до початку президентських виборів 2019 року.

## Перша леді України

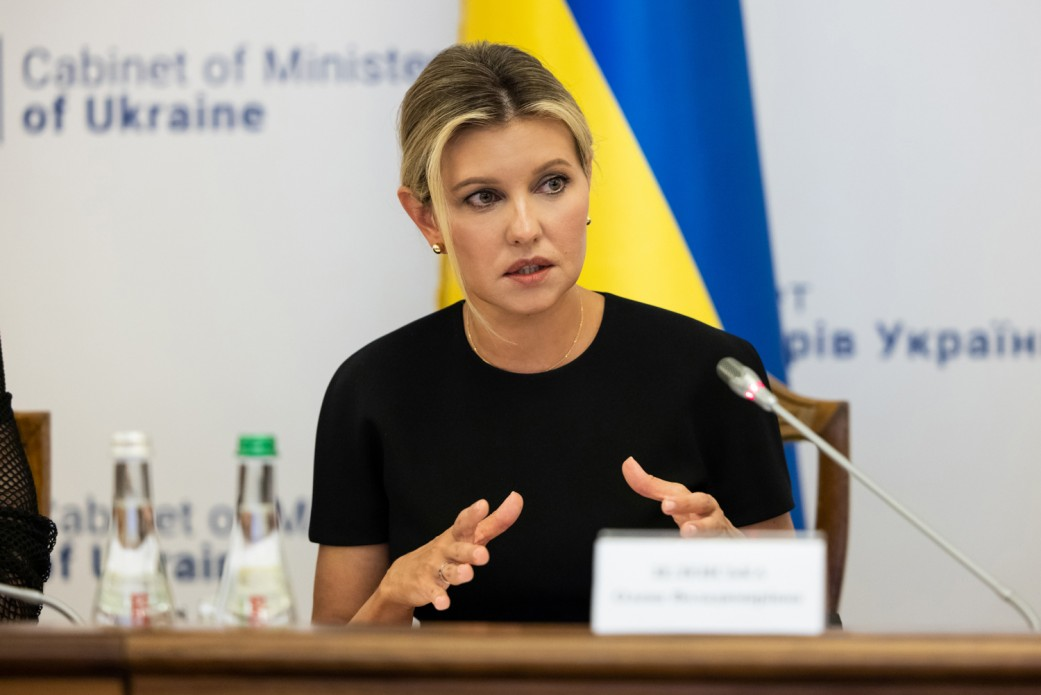
Олена Зеленська оглядає досягнення України в Партнерстві Біарриц, грудень 2021

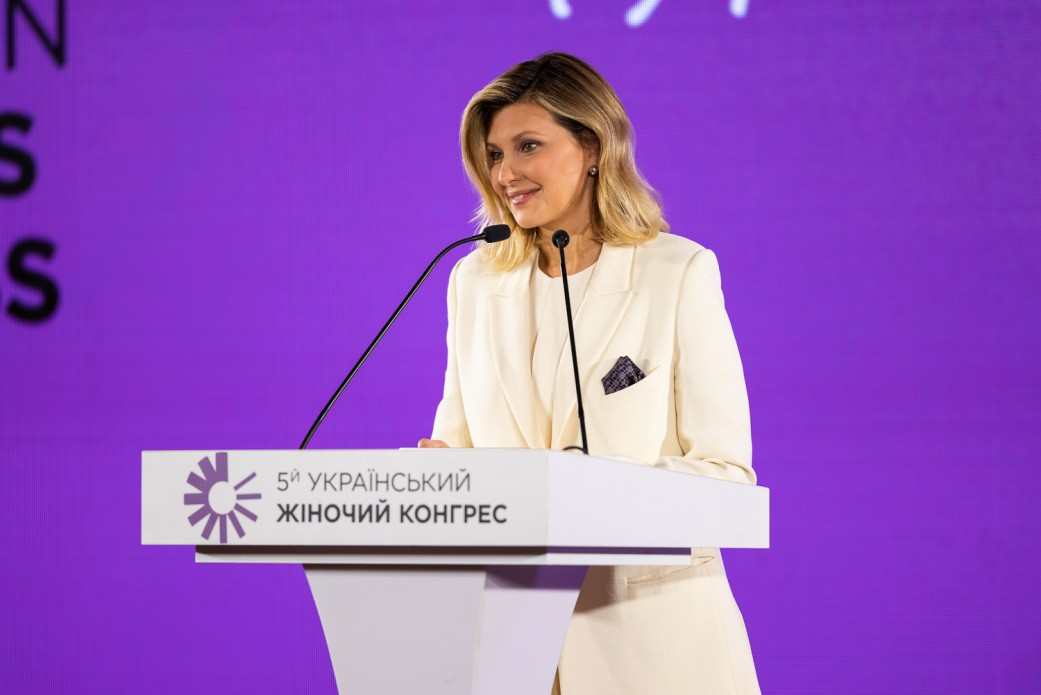
Олена Зеленська на п'ятому Українському жіночому конгресі, 2021

20 травня 2019 року Олена Зеленська стала першою леді України.
18 листопада з'явилася на обкладинці грудневого номера українського видання Vogue, де розповіла про реформу харчування в українських школах. Реформа харчування стартувала з новим шкільним меню, яке розробив Євген Клопотенко. Кабінет Міністрів України затвердив нові норми харчування, що запрацюють з 1 вересня 2021 року.
У грудні 2019 року на третьому Українському жіночому конгресі Олена Зеленська ініціювала приєднання України до міжнародної ініціативи G7 з гендерної рівності — «Партнерство Біарриц», у вересні 2020 року Україна отримала статус учасниці.
13 січня 2020 включена до складу ради Мистецького арсеналу, яку очолив міністр культури Бородянський.
6 травня 2020 року Зеленська ініціювала розмову з українцями про безбар'єрність. Партнерами проєкту виступили Міністерство цифрової трансформації та Міністерство соціальної політики України.
1 червня 2020 року Зеленська та ЮНІСЕФ в Україні підписали Меморандум про взаєморозуміння.
2 грудня 2020 року було оголошено, що в межах «Без бар'єрів» Міністерство цифрової трансформації та ПРООН в Україні створять зручний каталог послуг для вразливих груп населення. Каталог буде розміщено на державному порталі «Дія» в окремому розділі «Дія. Без бар'єрів».
У квітні 2021 року Зеленська ініціювала створення Ради безбар'єрності.
23 серпня 2021 року за ініціативою Олени Зеленської відбувся Київський саміт перших леді та джентльменів.
16 вересня 2021 року Зеленська взяла участь в п'ятому Українському жіночому конгресі.

### Ініціативи з українізації закладів культури закордоном
У червні 2020 року стартувала ініціатива Олени Зеленської з упровадження україномовних аудіогідів у найбільших музеях світу.
В рамках ініціативи Зеленської україномовні гіди були запущені в 2021 році в Версалі, Соборі Саґрада Фамілія, Маунт-Верноні, Замку Фредеріксборг, Будинку Гундертвассера, Галатської вежі в Стамбулі, Музеї анатолійських цивілізацій, Археологічному музеї Несебра тощо. 2020 року було запущено 11 аудіогідів українською в музеях Азербайджану, Австрії, Італії, Латвії, Туреччини й Чорногорії, а також на двох автобусних маршрутах Литви. 2021 року Зеленська представила свій аудіогід у музеї Маунт-Вернона.
Станом на 3 травня 2024 року у 83 музеях та закладах культури 44 країн світу за ініціативи Олени Зеленської було впроваджено україномовні аудіогіди.
Іншим українізаційним проєктом першої леді є відкриття україномовних книжкових поличок та шаф у бібліотеках світу. У межах проєкту, який ініціювала Олена Зеленська, загалом вже відкрито українські книжкові полички у 190 бібліотеках 47 країн світу та штаб-квартирі ЮНЕСКО.

### Після російського вторгнення 2022 року

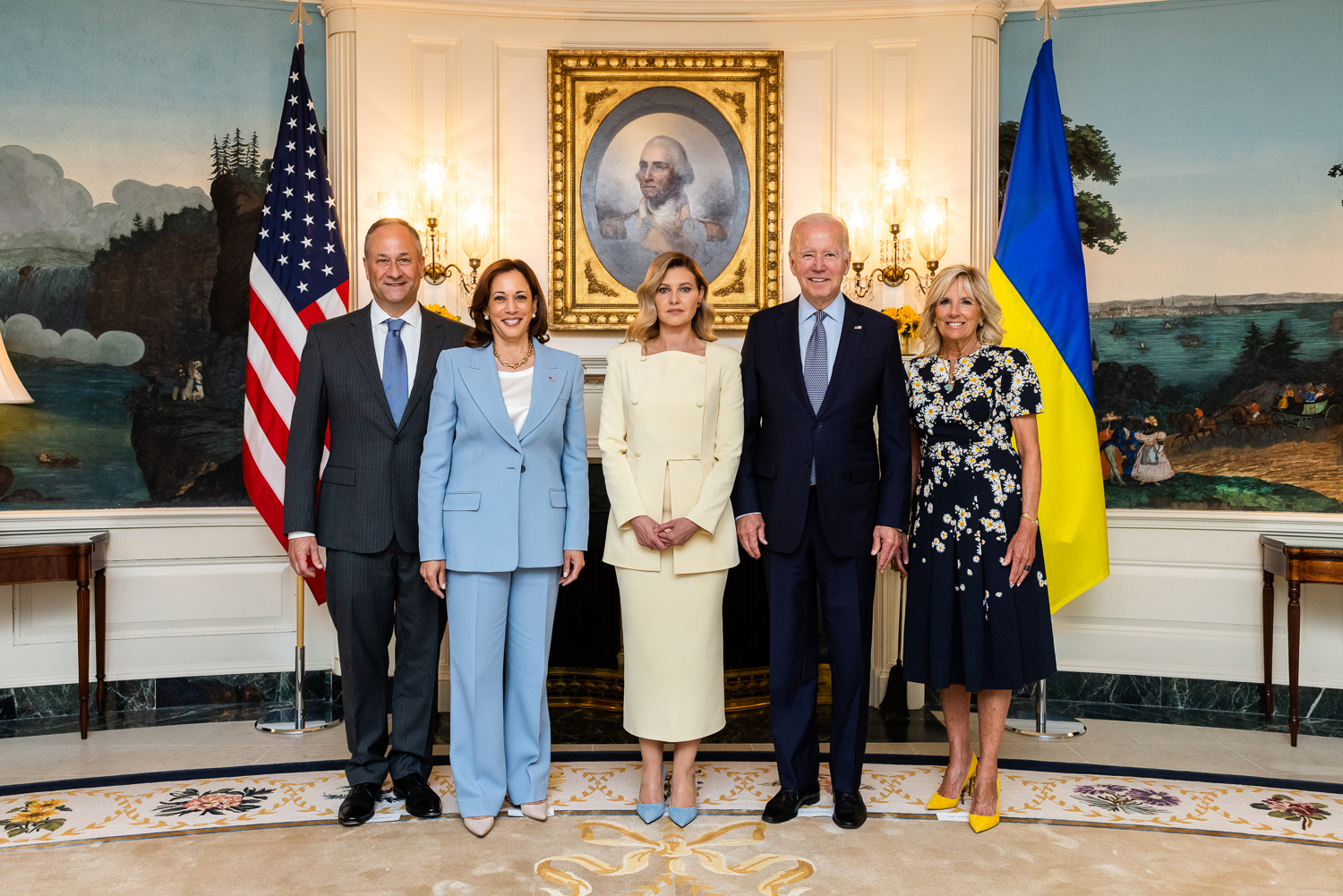
Олена Зеленська, Джо Байден, Джилл Байден, Камала Гарріс та Даґлас Емгофф, 2022

19 липня 2022 року Олена Зеленська здійснила візит до США, відвідавши Вашингтон на запрошення першої леді США Джилл Байден. Вона зустрілася з Державним секретарем США Ентоні Блінкеном, очільницею USAID Самантою Павер, першою леді Джилл Байден. Зеленську зустріли також Президент США Джо Байден та віцепрезидентка Камала Гарріс. Зеленська отримала в Меморіалі жертвам комунізму у Вашингтоні премію Dissident Human Rights Award, присуджену всьому українському народові.
У інтерв'ю лорду Майклу Ешкрофту для британської медфаплатформи «Daily Mail» i «The Mail on Sunday» Олена Зеленська заявила, що справедливістю для України буде не лише повернення людей і територій, які, захопив, нападник, а, й, на справедливому рівні, засудження злочинів Російської Федерації .

#### Виступ у Конгресі США

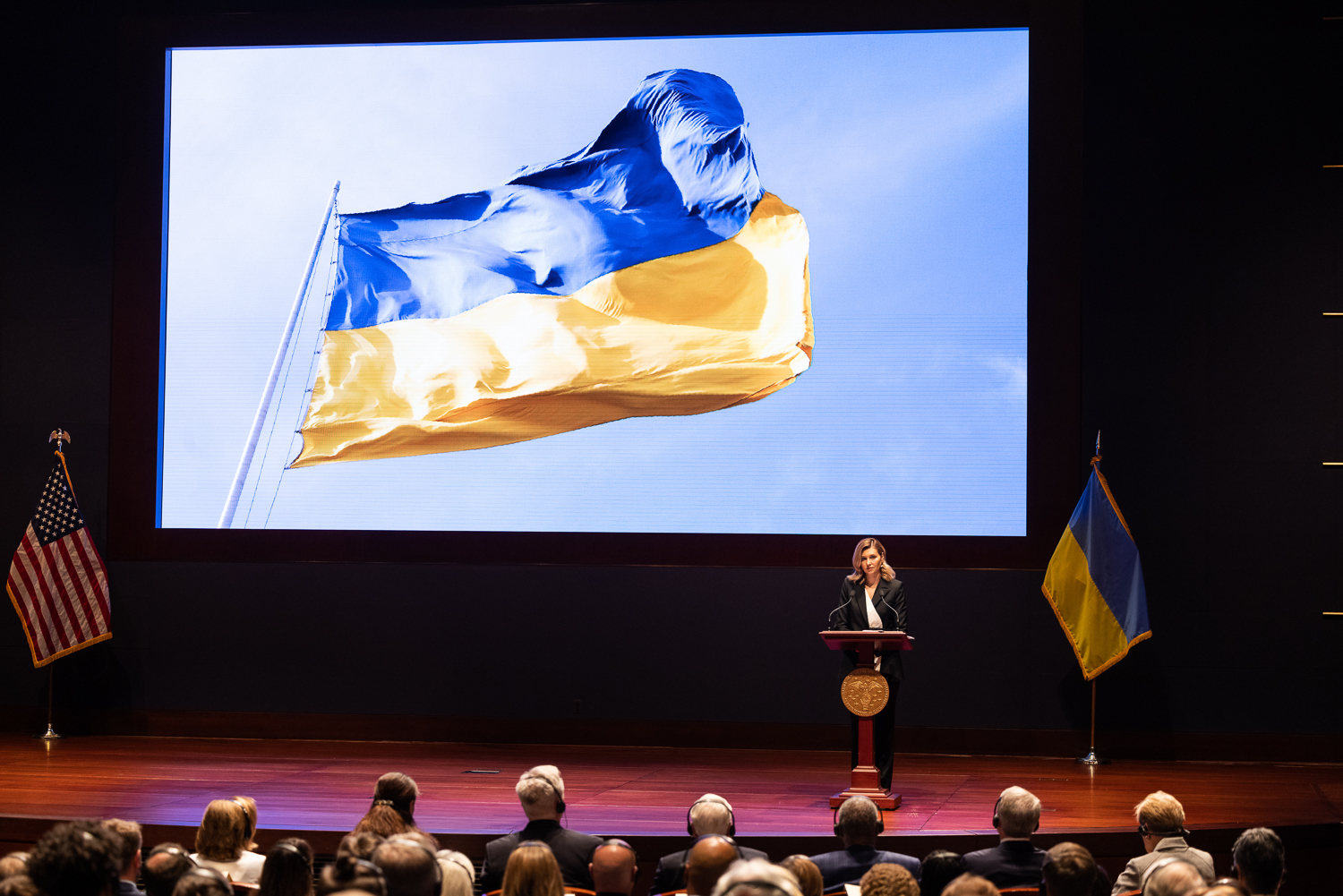
Виступ у Конгресі США

20 липня 2022 року Олена Зеленська виступила у Конгресі США, ставши першою в історії США леді іншої країни, яка виступила перед Конгресом. Вона закликала надати більше військової допомоги ЗСУ. Вона продемонструвала відео з дівчинкою Лізою Дмитрієвою з Вінниці, яка загинула від російського удару, і фото та відео жертв удару по Кременчуку та інших жертв російської агресії.

## Нагороди

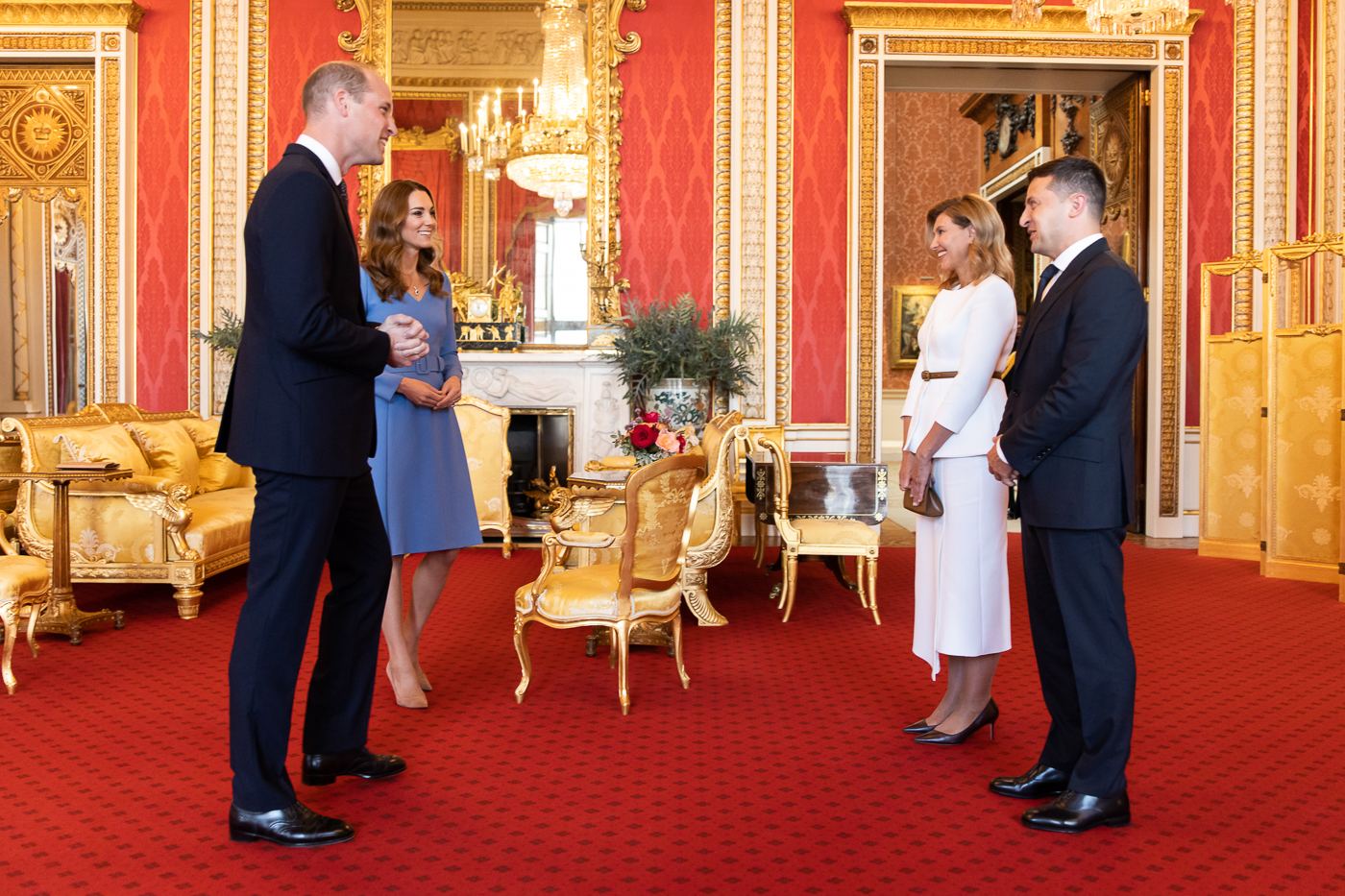
Зустріч Олени та Володимира Зеленських із принцом Вільямом та Кейт Міддлтон, 7 жовтня 2020 року

2020 — № 2 серед найвпливовіших жінок України за версією журналу «Фокус»,
2019 — № 30 серед найвпливовіших українців за версією журналу «Фокус».
2020 — героїня книги Ukrainian Women in Vogue від української філії журналу Vogue.
2021 — в топ-100 найуспішніших жінок України за версією журналу «НВ», у категорії «Суспільство».
2022 — нагорода SheO Awards у номінації «Мир у світі» від польського видання Wprost.
2022 — включена до 100 найвпливовіших жінок за версією ELLE.
19 листопада 2022 — Безпековий форум у Галіфаксі присудив премію імені Джона Маккейна за лідерство в державній службі усім жінкам України. Від імені українок премію прийняла перша леді Олена Зеленська.
6 грудня 2022 — Перша леді України Олена Зеленська отримала нагороду The Hillary Rodham Clinton Awards, яку щороку вручає Джорджтаунський інститут жінок, миру та безпеки (Georgetown Institute for Women, Peace and Security) за виняткове лідерство у визнанні важливої ролі жінок у створенні більш мирного та безпечного світу. Відзнаку Олені Зеленській вручила в режимі онлайн державна секретарка США у 2009—2013 рр. Гілларі Клінтон.
У грудні 2022 — увійшла до списку 100 жінок BBC, які надихають та впливають на світ.
20 вересня 2023 — під час візиту до США для участі в заходах 78-ї сесії Генеральної Асамблеї ООН перша леді України Олена Зеленська отримала нагороду Clinton Global Citizen Award. Це премія, заснована у 2007 році Біллом, Гілларі та Челсі Клінтонами, втілює заклик Президента Білла Клінтона до дії, відзначаючи видатних людей, чиє бачення і лідерство стали прикладом для глобальної спільноти. Ці люди довели, що різні верстви суспільства можуть успішно працювати разом для розробки рішень, які ведуть до позитивних і довгострокових соціальних змін.
У листопаді 2023 — стала однією із найвпливовіших жінок світу за версією авторитетного британського видання Financial Times.
16 лютого 2024 року — указом, виданим з нагоди 106-річниці відновлення Литовської Держави Президент Литви Гітанас Наусєда нагородив Великим хрестом Ордена Вітовта Великого Олену Зеленську за її внесок разом з усім українським народом у боротьбу за свободу, суверенітет і територіальну цілісність України, а також за заслуги у розвитку міждержавних відносин між Литвою та Україною.
24 вересня 2024 року — під час візиту до Нью-Йорка для участі в заходах 79-ї сесії Генеральної Асамблеї ООН перша леді України Олена Зеленська отримала нагороду Unlock Big Change від всесвітньої благодійної організації Theirworld.
У березні 2025 року — під час візиту до Гельсінкі Президент Фінляндської Республіки Александр Стубб нагородив першу леді Олену Зеленську Орденом Білої Троянди Фінляндії[джерело?].

## Статки
Відповідно до декларації Зеленського за 2017 рік, Олена володіла двома квартирами: в Лівадії (тимчасово окупований Росією Крим) і в Києві. Вона є однією з бенефіціарів ТОВ «Студія Квартал-95», ТОВ «Зелари фіш», Aldorante Limited (Кіпр), Film Heritage inc (Беліз) і «Сан Томмасо С. Р. К.» (Італія).

## Фільмографія
В складі авторської групи студії «Квартал 95» працювала над проєктами «Вечірній квартал», «Розсміши коміка», «Вечірній Київ», «Жіночий квартал».
- 2009 — Як козаки… — сценаристка.